# San Vito al Tagliamento
San Vito al Tagliamento ist eine Gemeinde in Nordostitalien in der Region Friaul-Julisch Venetien. Sie hat 15.215 Einwohner (Stand 31. Dezember 2023) und eine Fläche von 60 km².

## Geografie
San Vito liegt etwa 20 km südöstlich von Pordenone und grenzt an das rechte Ufer des Tagliamento.
San Vito al Tagliamento benachbart sind die Gemeinden Camino al Tagliamento, Casarsa della Delizia, Chions, Codroipo, Fiume Veneto, Morsano al Tagliamento, Sesto al Reghena und Valvasone.
In der Gemeinde bestehen folgende Ortschaften:
| - Braida - Carbona - Gleris - Ligugnana | - Prodolone - Rosa - Savorgnano |

Weiterhin gibt es zahlreiche Weiler und kleine Siedlungen:
Boreana, Bosco di Taiedo, Casa Bianca, Favria, Fontanasso, Madonna di Rosa, Magredo, Pissarelle, Ronchs, S. Urbano, Capraio und Torricella.

## Sehenswertes
Die Stadt liegt an einer alten Römerstraße, die weiter nach Gruaro in Venetien führt.
Die Stadt San Vito ist eine Kleinstadt und hat ein historisches Zentrum. Im Zentrum der Stadt liegt die Piazza del Popolo. Ebenfalls bekannt ist das Raimonda-Tor in der westlichen Stadteinfahrt. San Vito al Tagliamento ist eine der größten Städte der Provinz Pordenone.

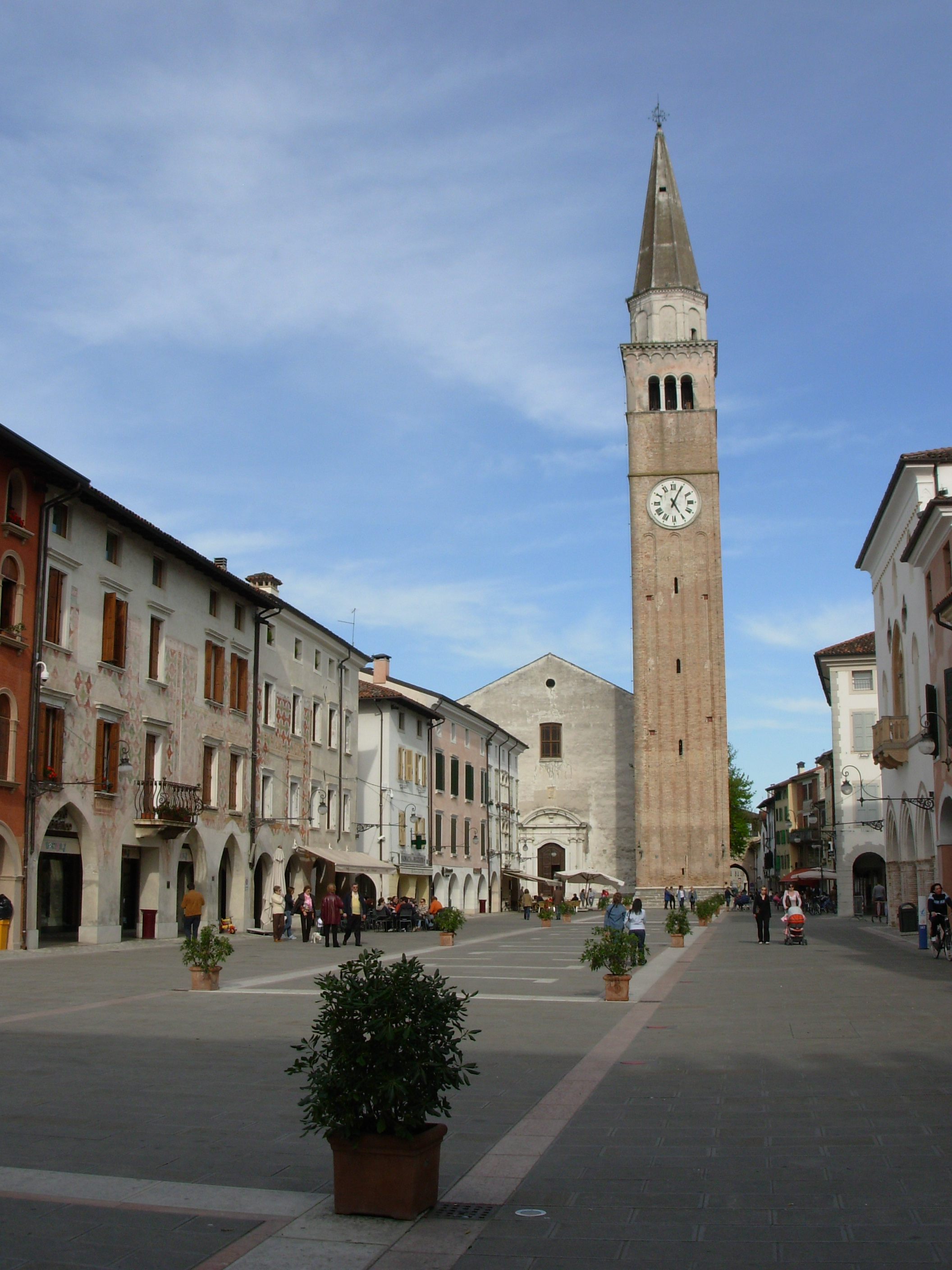
Piazza del Popolo
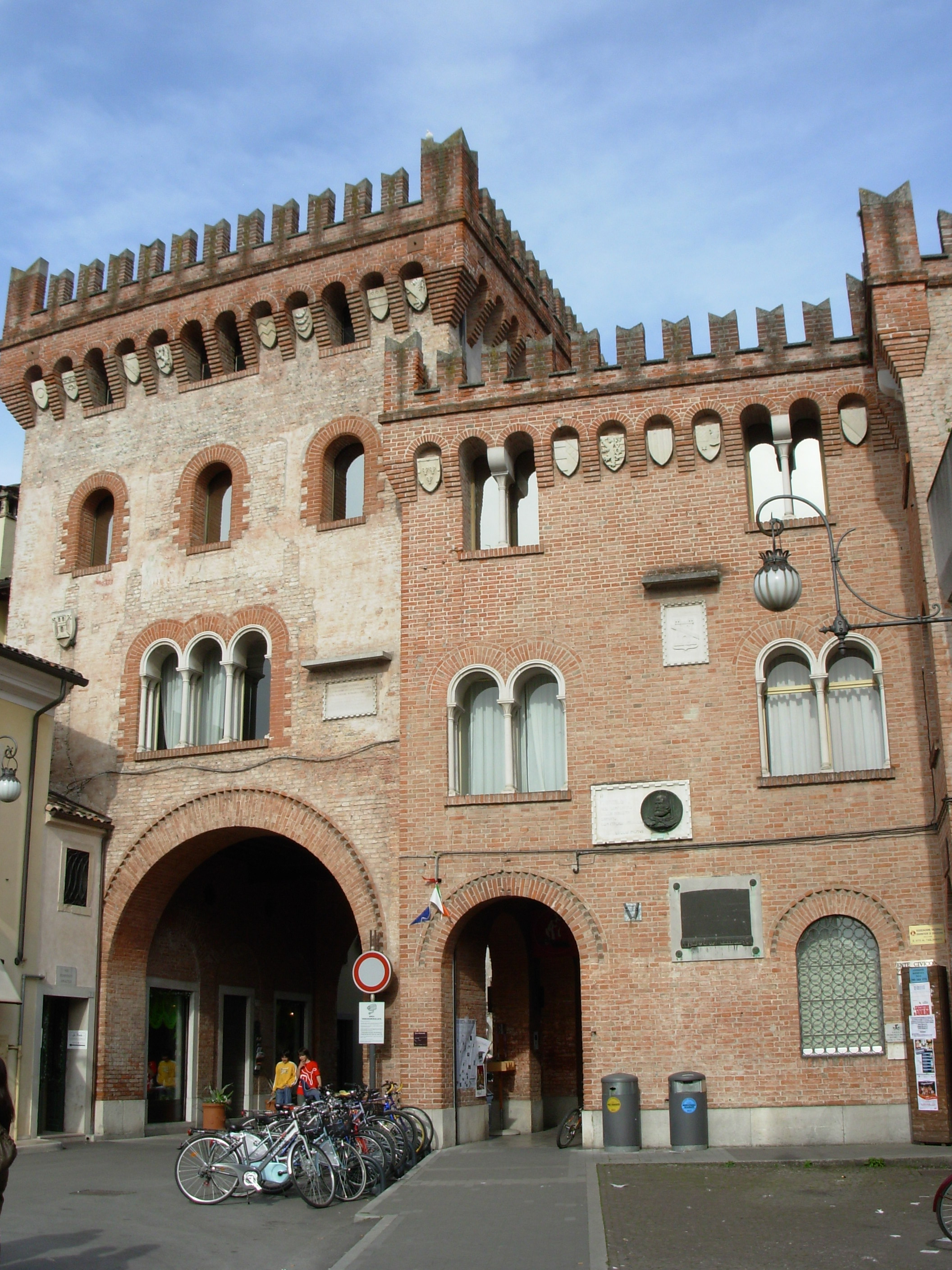
Raimonda-Tor
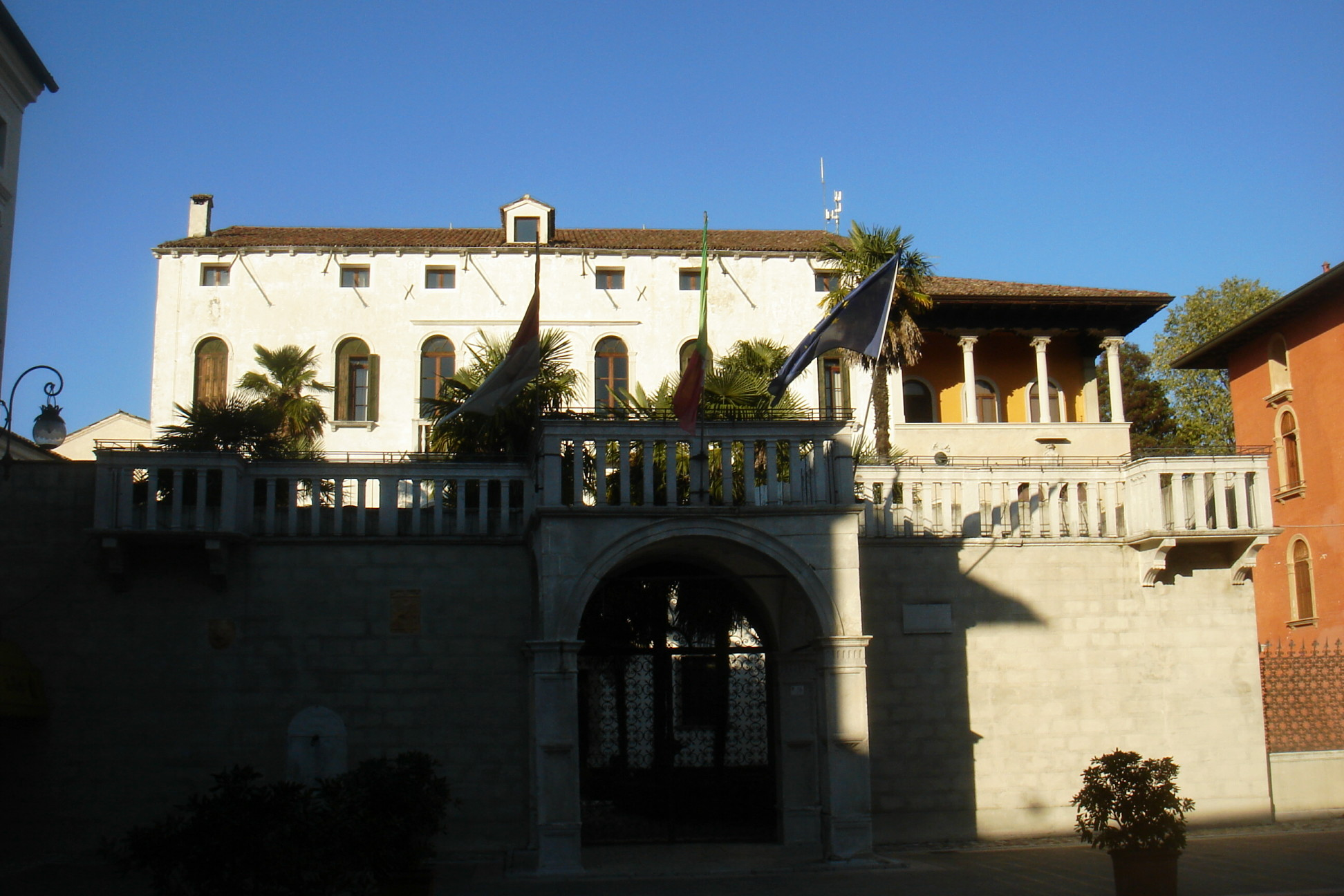
Rathaus
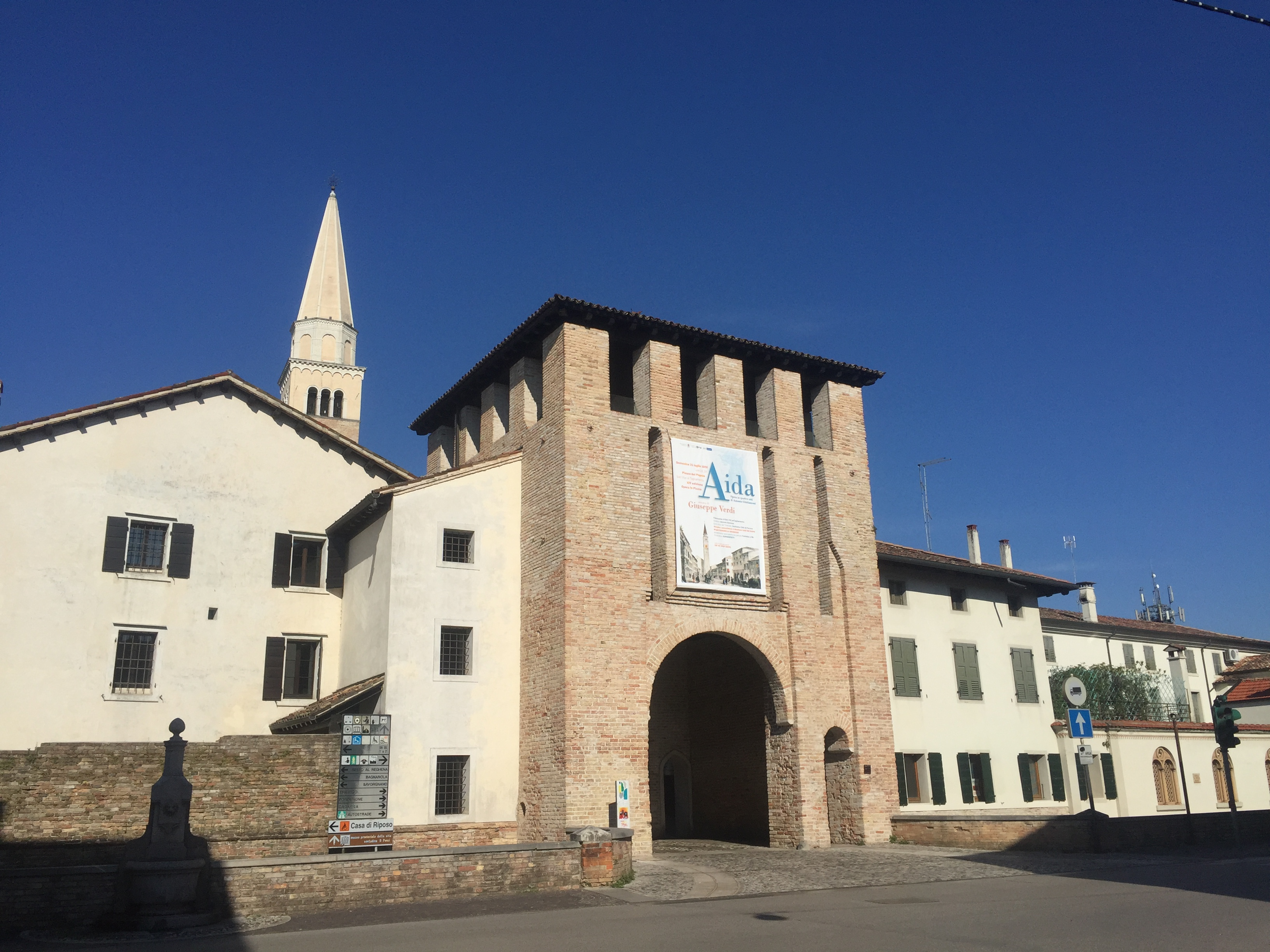
Östliches Stadttor

## Städtepartnerschaften
Partnerstädte von San Vito sind:
- Stadtlohn (Deutschland) im Westmünsterland, Nordrhein-Westfalen.

Bis Anfang der 2000er Jahre kamen Stadtlohner Jugendliche in den Sommerferien zu einem Ferienlager nach San Vito. Seit 2010 fährt das Jugendwerk Stadtlohn e. V. mit Jugendlichen nach San Vito und führt mit den dortigen Jugendarbeitern vor Ort eine Jugendbegegnung durch. Seit 2016 findet ein Schüleraustausch mit dem Robert-Koch-Gymnasium in Deggendorf statt.
- Nagyatád in Südtransdanubien, Ungarn
- Sankt Veit an der Glan in Kärnten, Österreich
- Rixheim im Elsass, Frankreich

## Söhne und Töchter des Ortes
- Anton Lazzaro Moro (1687–1764), Geistlicher und früher Geologe
- Riccardo Cassin (1909–2009), Bergsteiger
- Matteo Furlan (* 1989), Freistilschwimmer
- Riccardo Bonadio (* 1993), Tennisspieler
- Maila Andreotti (* 1995), Bahnradsportlerin
- Bryan Cristante (* 1995), italienischer Fußballspieler mit kanadischen Wurzeln